# Polygala monosperma
Polygala monosperma är en jungfrulinsväxtart som beskrevs av Alfred William Bennett. Polygala monosperma ingår i släktet jungfrulinssläktet, och familjen jungfrulinsväxter. Inga underarter finns listade i Catalogue of Life.